# Alessandro Morandi

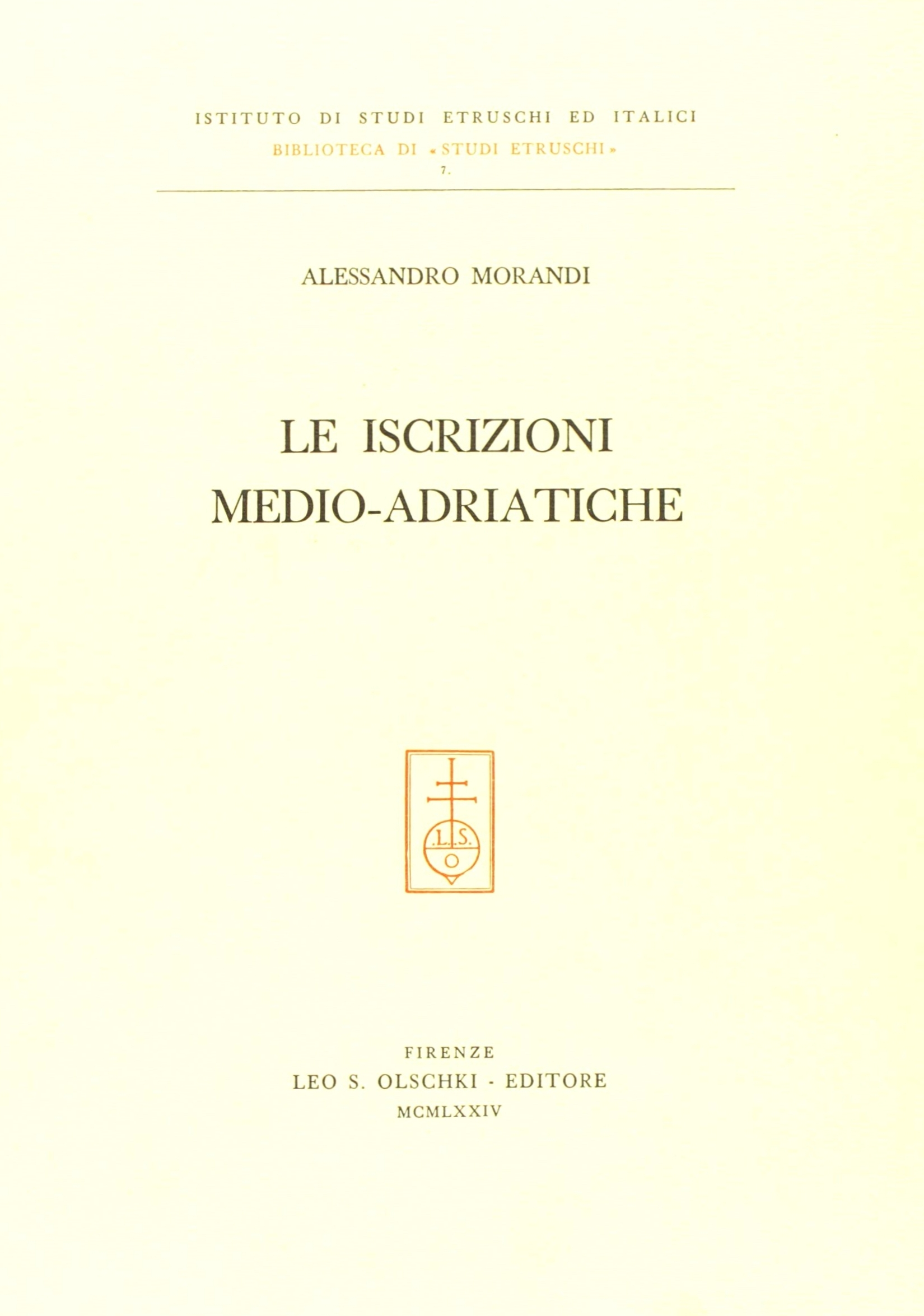
Alessandro Morandi: Le iscrizioni medio-adriatiche (1974)

Alessandro Morandi ist ein italienischer Linguist mit besonderem Interesse an der etruskischen Sprache, der rätischen Sprache und der in Italien gesprochenen keltischen Sprache. Morandi ist Professor der Etruskologie und italischen Antike (Etruscologia e antichità italiche) an der Universität La Sapienza in Rom. Schwerpunkt seiner Arbeit ist die Beschäftigung mit epigraphischen Zeugnissen, die von ihm regelmäßig in Nachschlagewerken veröffentlicht werden.
Morandi hat in den letzten Jahren zahlreiche Monographien und Artikel zu epigraphischen Themen rund um die Sprachen des vorrömischen Italiens veröffentlicht, darunter Abhandlungen über Nordetrurien und die Sprachen der Kelten, Räter und Camunni. Er beschäftigt sich daneben auch mit Religion, Kunst und Kultur des vorrömischen Italiens.
Morandi leistete einen wesentlichen Beitrag zum ersten Band des Thesaurus Linguae Etruscae von Massimo Pallottino, einem Kompendium zur etruskischen Sprache. Er befasste sich auch mit der Entschlüsselung der etruskischen Zahlwörter auf den Würfeln von Tuscania und der Deutung der Inschriften auf der Bronzeleber von Piacenza.

## Veröffentlichungen (Auswahl)

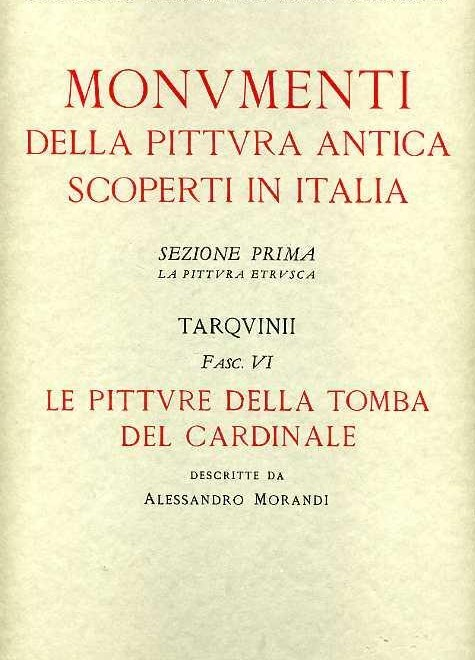
Alessandro Morandi: Le pitture della tomba del Cardinale in Tarquinia (1983)

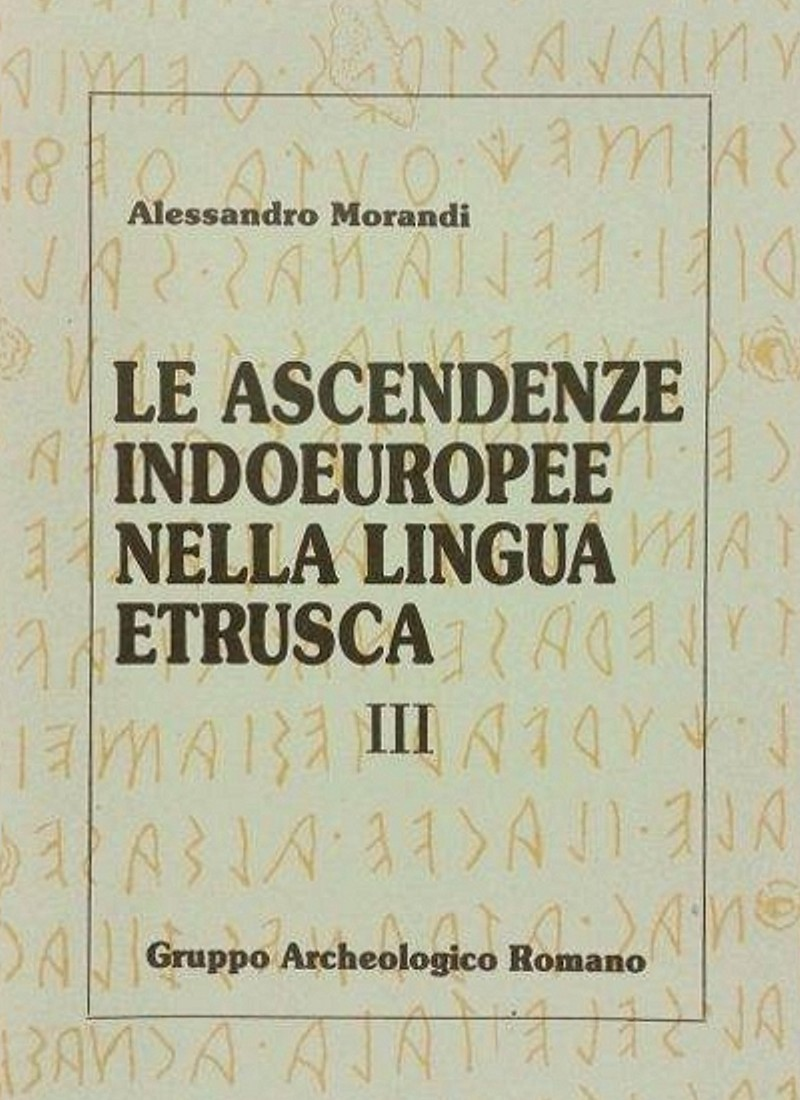
Alessandro Morandi: Le ascendenze indoeuropee nella lingua etrusca. Band III (1985)

- Le iscrizioni medio-adriatiche. Olschki, Florenz 1974.
- mit M. Pallottino, M. Pandolfini Angeletti, C. De Simone, M. Cristofani: Thesaurus Linguae Etruscae. Vol. I. Indice lessicale. Consiglio Nazionale delle Ricerche, Rom 1978.
- Epigrafia italica. Bibliotheca Archaeologica 2, L’Erma di Bretschneider, Rom 1982.
- Le pitture della tomba del Cardinale in Tarquinia. Monumenti della pittura antica scoperti in Italia. Sezione prima. La pittura etrusca. Tarquinii. Fasc. VI, 1983.
- Le ascendenze indoeuropee nella lingua etrusca. I–III, Rom 1984–1985.
- Note archeologiche ed epigrafiche su Castelluccio di Pienza. In: Annali della Facoltà di Lettere e Filosofia dell’Università degli Studi di Perugia. IX, 1985–1986, S. 227–239.
- L’iscrizione CIE 5683 del sarcofago tuscaniese nel Museo Etrusco Gregoriano. In: Mitteilungen des Deutschen Archaeologischen Instituts, Römische Abteilung. 93, 1986, S. 135–142.
- Etrusco ipa. In: Revue Belge de Philologie et d’Histoire. LXV, 1987, S. 87–96. (online)
- La tomba degli Scudi di Tarquinia. Contributo epigrafico per l’esegesi dei soggetti. In: Mélanges de l’École Française de Rome. Antiquité. 99, 1987, S. 95–110.
- Note di epigrafia etrusca arcaica. In: Revue Belge de Philologie et  d’Histoire. LXVI, 1988, S. 86–100.
- Nuove osservazioni sul fegato bronzeo di Piacenza. In: Mélanges de l’École Française de Rome. Antiquité. 100, 1988, S. 283–297.
- La tomba dei Ceisinies a Tarquinia. Una nuova lettura dell’iscrizione CIE 5525. In: Mitteilungen des Deutschen Archaeologischen Instituts. Römische Abteilung. 96, 1989, S. 285–292.
- Note di epigrafia etrusca veiente. In: Mélanges de l’École Française de Rome, Antiquitè. 101, 1989, S. 581–586.
- Cortona e la questione dei confini etruschi. In: Annuario dell’Accademia Etrusca di Cortona. XXIII, 1989, S. 7–37.
- Il santuario di Tinia a Bolsena. In: Scienze dell’Antichità. 3–4, 1989–1990, S. 669–678.
- Il cippo volterrano “dei Marmini”. In: Revue Belge de Philologie et d’Histoire. LXVIII, 1990, S. 137–148.
- Epigrafia di Bolsena etrusca. Rom 1990.
- Nuovi Lineamenti di Lingua Etrusca. Erre Emme, Rom 1991, S. 81–86.
- Die Goldbleche von Pyrgi. Indizien für eine neue Lesung. In: Antike Welt. 22, 1991, S. 119–126.
- L’iscrizione CIE 5881 di S. Giuliano: una rilettura. In: Revue Belge de Philologie et d’Histoire. LXX, 1992, S. 109–114.
- Note di archeologia ed epigrafia di S. Giuliano. In: Informazioni, Periodico del Centro di Catalogazione dei Beni Culturali della Provincia di Viterbo. 7, 1992, S. 60–69;
- Note di epigrafia etrusca delle necropoli rupestri. In: Informazioni. Periodico del Centro di Catalogazione dei Beni Culturali della Provincia di Viterbo. 11, 1994, S. 10–11.
- A proposito di due epigrafi etrusche ceretane. In: Revue Belge de Philologie et d’Histoire. 73, 1995, S. 105–125.
- Note su alcuni formulari etrusco–italici di età arcaica. In: Studi Miscellanei. Scritti di Antichità in memoria di Sandro Stucchi. 29, 1996, S. 215–223.
- Appunti su iscrizioni etrusche arcaiche contenenti la formula della negazione. In: Revue Belge de Philologie et d’Histoire. 74, 1996, S. 121–129.
- La lingua etrusca: da Cortona a Tarquinia. In: Annuario dell’Accademia Etrusca di Cortona. XXVII, 1997, S. 77–116.
- Epigrafia camuna. Osservazioni su alcuni aspetti della documentazione. In: Revue Belge de Philologie et d'Histoire. 76, 1998, S. 99–124.
- A proposito di etrusco tamera. In: Revue Belge de Philologie et d’Histoire. 76, 1998, S. 125–158. (online)
- Il cippo di Castelciès nell’epigrafia retica. L’Erma di Bretschneider, Rom 1999.
- Testimonianze epigrafiche della più antica Roma. In: Studi Romani. XLIX, 2001, S. 5–26.
- Osservazioni su alcune leggende monetali etrusche. In: Scienze dell’Antichità. 11, 2001–2003, S. 417–429.
- Il "celto–ligure", l’etrusco, il retico e il camuno: nuovi dati. In: Rivista di Studi Liguri. LXIX, 2003, S. 43–88.
- Epigrafia e lingua dei Celti d’Italia. In: Popoli e civiltà dell’Italia antica. XII, 2004.
- Tuscania: i documenti epigrafici e la questione della lingua etrusca. Tuscania 2005.
- Pesaro tra Piceni, Etruschi e Greci. In: Studia Oliveriana. V–VI, 2005–2006, S. 7–47.
- Tuscania etrusca: cultura urbana e potere in una città-stato. Tuscania 2006.
- Studies on Etruscan Today: a Critical Assessment. In: Archeologia Rocznik Instytutu Archeologii i Etnologii, Polskiej Akademii Nauk. LVII, 2006, S. 151–160.
- The Etruscan Language: New Acquisitions. In: Swiatowit, Rocznik Instytutu Archeologii Uniwersytetu Warszawskiego. VII, 2006–2008, 2012, S. 31–40.
- Note di epigrafia "nord–italica". In: Sibrium. XXV, 2004–2009, S. 75–88.
- Nota aggiuntiva al corpus delle iscrizioni celtiche d’Italia. In: Rivista di Studi Liguri. LXXV–LXXVI (2009–2010), 2012, S. 219–223.
- Epigrafia Italica 2. Bibliotheca Archaeologica 57, L’Erma di Bretschneider, Rom 2017, ISBN 978-88-913-1007-1.